# Ivan Hlinka
Ivan Hlinka (26. ledna 1950 Most – 16. srpna 2004 Karlovy Vary), přezdívaný „Šéf“, byl český hokejový útočník a později trenér, reprezentant Československa, jedna z největších osobností historie českého a československého hokeje.

## Hráčská kariéra
Hokejovou kariéru začal v šesti letech, kdy se stal členem mládežnického týmu Litvínova. Do československé hokejové ligy vstoupil v 16 letech rovněž za litvínovský klub. Ve dvaceti letech se stal kapitánem litvínovského hokejového týmu a ve stejném věku také začal hrát za národní reprezentaci. S československým týmem získal celkem tři tituly mistrů světa: v roce 1972 na šampionátu v Praze, v roce 1976 v polských Katovicích a v roce 1977 v rakouské Vídni. Celkem odehrál na světových šampionátech jedenáct turnajů a zúčastnil se dvou zimních olympijských her: v roce 1972 v japonském Sapporu pomohl vybojovat bronz a v roce 1976 v rakouském Innsbrucku získal stříbro. V letech 1977–1980 byl kapitánem reprezentace, v roce 1978 získal Zlatou hokejku. Za reprezentaci se zúčastnil celkem 256 zápasů a zaznamenal 132 gólů, v československé lize odehrál 544 zápasů a vstřelil 347 gólů. Celkovým počtem gólů v lize a reprezentaci je na 5. místě v Klubu hokejových střelců deníku Sport.
V roce 1981 legálně opustil Československo a odešel hrát do zámořské NHL, kde až do roku 1983 působil v týmu Vancouver Canucks. Tehdy se vrátil do Evropy a v letech 1983–1985 hrál ve švýcarském týmu EV Zug. Po návratu do Československa ukončil aktivní sportovní kariéru v roce 1987 v Litvínově.

### Ocenění
- člen Síně slávy IIHF (2002)
- člen Klubu hokejových střelců deníku Sport
- člen Síně slávy českého hokeje (2008)
- Nejlepší trenér ligy 1990/91
- Vítěz Zlaté hokejky 1978
- Nejlepší nahrávač ligy 1974/75, 77/78
- Nejproduktivnější hráč ligy 1974/75

## Trenérská kariéra
Od roku 1986 působil jako trenér, nejprve v domovském Litvínově, později v německém Freiburgu.
Koučem československé reprezentace se stal v roce 1991 a pod jeho vedením získal národní tým v následujícím roce bronzové medaile na olympiádě i na mistrovství světa. O rok později přivedl ke stejnému úspěchu na mistrovství světa českou hokejovou reprezentaci. V roce 1994, po dvou neúspěšných turnajích, reprezentaci opustil a odešel do Itálie (národní tým v tomto roce na světovém mistrovství spadl na sedmé místo).
V roce 1997 se Hlinka k české reprezentaci vrátil a pod jeho vedením získal tým na mistrovství ve Finsku bronzovou medaili. Jeho největší úspěch přišel následujícího roku, kdy na olympiádě v roce 1998 v japonském Naganu získal jím vedený národní tým historicky první zlaté olympijské medaile v hokejovém turnaji. O rok později se čeští hokejisté stali i mistry světa. V roce 1999 mu prezident Václav Havel udělil Medaili Za zásluhy III. stupně.
V únoru 2000 opustil místo trenéra české reprezentace, odešel do NHL a na konci sezóny se stal hlavním koučem týmu Pittsburgh Penguins – prvním Evropanem v této funkci. Jeho angažmá zde skončilo po několika nepovedených zápasech na začátku ročníku 2001/2002. V letech 2001–2002 následně působil jako generální manažer českého národního týmu. Po olympiádě v Salt Lake City trénoval jednu sezónu ruský tým Avangard Omsk.
Mezinárodní federace ledního hokeje ho v roce 2002 uvedla do Síně slávy. V roce 2003 se podílel na dokumentu České televize Hokej v srdci – Srdce v hokeji.
Potřetí se hlavním trenérem národního týmu stal v květnu 2004, kdy podepsal dvouletou smlouvu. Ještě před první reprezentační akcí následující sezóny, kterou byl Světový pohár, ale v srpnu 2004 zahynul na následky autonehody v Karlových Varech.

### Reprezentační výsledky
- 1992: 16. ZOH – (Albertville) (Francie) – 3. místo
- 1992: 56. MS 1992 (Praha, Bratislava) (ČSSR) – 3. místo
- 1993: 57. MS 1993 (Dortmund, Mnichov) (SRN) – 3. místo
- 1994: 17. ZOH – (Lillehammer) (Norsko) – 5. místo
- 1994: 58. MS 1994 (Canazei, Bolzano, Milano) (Itálie ) – 7. místo (po MS 1994 rezignoval na trenérskou funkci, v březnu roku 1997 se do funkce vrátil)
- 1997: 61. MS 1997 (Helsinki, Tampere) (Finsko ) – 3. místo
- 1998: 18. ZOH (Nagano) (Japonsko ) – 1. místo
- 1998: 62. MS 1998 (Curych, Basilej) (Švýcarsko ) – 3. místo
- 1999: 63. MS 1999 (Oslo, Hamar, Lillehammer) (Norsko ) – 1. místo
- 2000: Odešel do NHL – 7. února 2000 podepsal smlouvu s Pittsburgh Penguins. Do konce sezóny 1999/2000 působil jen jako pomocník hlavního kouče Herba Brookse, od 28. června 2000 působil jako hlavní trenér.
- 2001: Na začátku sezóny 2001/2002 byl odvolán z funkce hlavního trenéra Pittsburghu kvůli špatným výsledkům týmu.
- 2002: V sezóně 2002/2003 působil jako hlavní kouč klubu Avangard Omsk.

## Osobní život

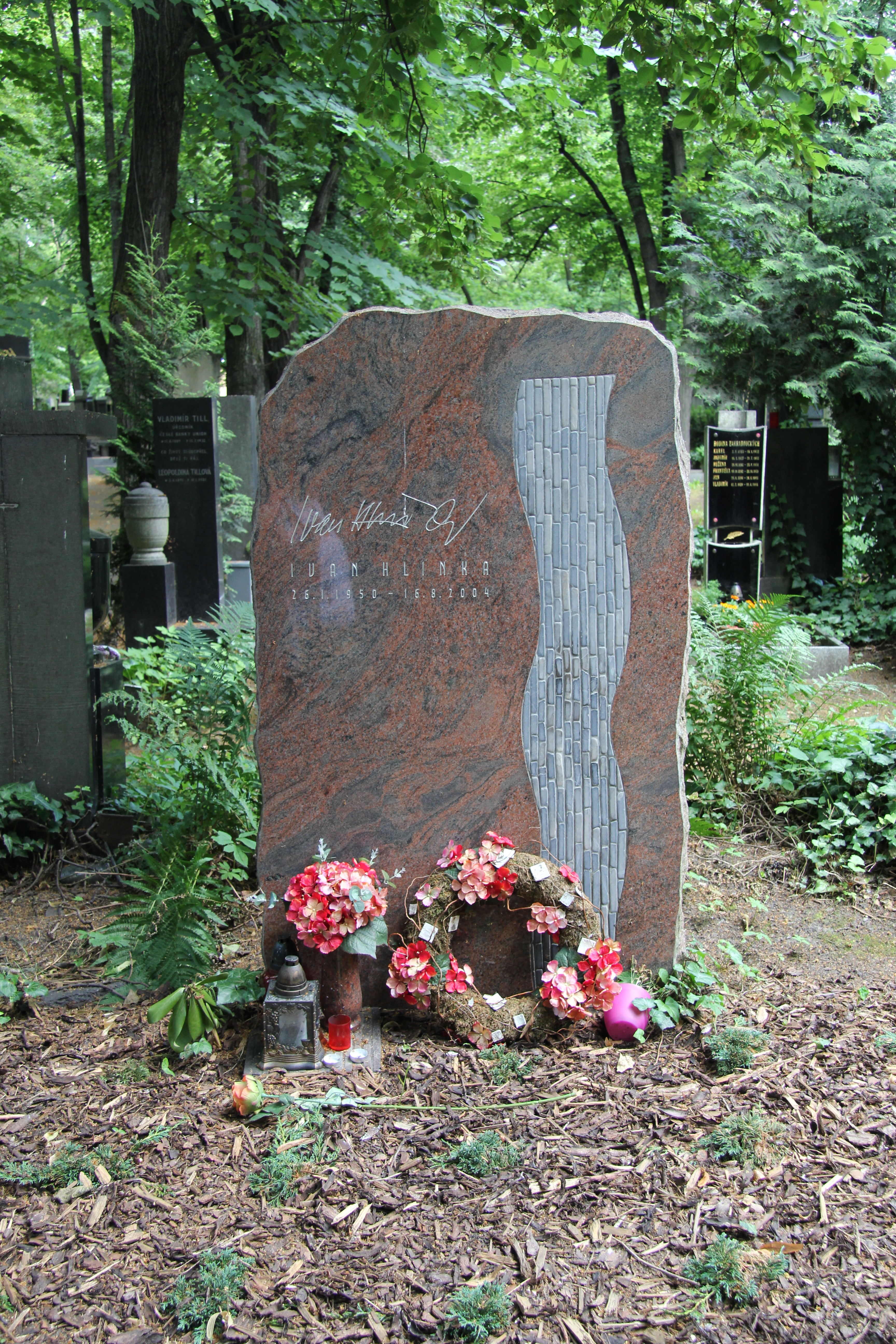
Hrob Ivana Hlinky na Olšanských hřbitovech

Narozen v Mostě, žil s rodinou nejprve v Louce u Litvínova a od svých 10 let přímo v Litvínově. Absolvoval průmyslovku, následně vystudoval ekonomii v Praze na VŠE a současně i obor trenérství na Fakultě tělesné výchovy a sportu Univerzity Karlovy.[zdroj⁠?!] Z prvního manželství měl syna Ivana, druhou manželku Liběnu si vzal v roce 1998.
Zemřel 16. srpna 2004 v karlovarské nemocnici, kam byl převezen po autonehodě s nákladním vozem na silnici I/6 mezi Karlovými Vary a Olšovými Vraty. Je pohřben na Olšanských hřbitovech v Praze. Ještě toho roku byl po něm pojmenován litvínovský zimní stadion.

## Prvenství
- Debut v NHL – 6. října 1981 (Vancouver Canucks proti Colorado Rockies)
- První asistence v NHL – 8. října 1981 (Calgary Flames proti Vancouver Canucks)
- První gól v NHL – 9. října 1981 (Vancouver Canucks proti Edmonton Oilers, brankáři Andy Moog)

## Klubová statistika
| Sezóna        | Klub               | Soutěž        |     | Základní část | Základní část | Základní část | Základní část | Základní část |   | Play off | Play off | Play off | Play off | Play off |
| Sezóna        | Klub               | Soutěž        | Z   | G             | A             | B             | TM            | Z             | G | A        | B        | TM       |          |          |
| 1966–67       | TJ CHZ Litvínov    | ČSHL          | 14  | 4             | 0             | 4             | —             | —             | — | —        | —        | —        |          |          |
| 1967–68       | TJ CHZ Litvínov    | ČSHL          | 32  | 15            | 14            | 29            | —             | —             | — | —        | —        | —        |          |          |
| 1968–69       | TJ CHZ Litvínov    | ČSHL          | 36  | 21            | 17            | 38            | —             | —             | — | —        | —        | —        |          |          |
| 1969–70       | TJ CHZ Litvínov    | ČSHL          | 33  | 17            | 17            | 34            | 20            | —             | — | —        | —        | —        |          |          |
| 1970–71       | TJ CHZ Litvínov    | ČSHL          | 36  | 20            | 18            | 38            | —             | —             | — | —        | —        | —        |          |          |
| 1971–72       | TJ CHZ Litvínov    | ČSHL          | 36  | 31            | 23            | 54            | —             | —             | — | —        | —        | —        |          |          |
| 1972–73       | TJ CHZ Litvínov    | ČSHL          | 36  | 24            | 11            | 35            | —             | —             | — | —        | —        | —        |          |          |
| 1973–74       | TJ CHZ Litvínov    | ČSHL          | 42  | 27            | 27            | 54            | —             | —             | — | —        | —        | —        |          |          |
| 1974–75       | TJ CHZ Litvínov    | ČSHL          | 44  | 36            | 42            | 78            | —             | —             | — | —        | —        | —        |          |          |
| 1975–76       | TJ CHZ Litvínov    | ČSHL          | 30  | 25            | 18            | 43            | 6             | —             | — | —        | —        | —        |          |          |
| 1976–77       | TJ CHZ Litvínov    | ČSHL          | 43  | 39            | 23            | 62            | —             | —             | — | —        | —        | —        |          |          |
| 1977–78       | TJ CHZ Litvínov    | ČSHL          | 43  | 32            | 39            | 71            | 30            | —             | — | —        | —        | —        |          |          |
| 1978–79       | TJ CHZ Litvínov    | ČSHL          | 23  | 15            | 17            | 32            | 14            | —             | — | —        | —        | —        |          |          |
| 1978–79       | ASVŠ Dukla Trenčín | ČSHL          | 8   | 2             | 3             | 5             | 0             | —             | — | —        | —        | —        |          |          |
| 1979–80       | TJ CHZ Litvínov    | ČSHL          | 33  | 14            | 16            | 30            | 8             | —             | — | —        | —        | —        |          |          |
| 1980–81       | TJ CHZ Litvínov    | ČSHL          | 40  | 21            | 31            | 52            | 38            | —             | — | —        | —        | —        |          |          |
| 1981–82       | Vancouver Canucks  | NHL           | 72  | 23            | 37            | 60            | 16            | 12            | 2 | 6        | 8        | 4        |          |          |
| 1982–83       | Vancouver Canucks  | NHL           | 65  | 19            | 44            | 63            | 12            | 4             | 1 | 4        | 5        | 4        |          |          |
| 1983–84       | EV Zug             | NLB           | 41  | 46            | 43            | 89            | —             | —             | — | —        | —        | —        |          |          |
| 1984–85       | EV Zug             | NLB           | 39  | 30            | 43            | 73            | —             | —             | — | —        | —        | —        |          |          |
| 1986–87       | TJ CHZ Litvínov    | ČSHL          | 9   | 3             | 9             | 12            | 12            | —             | — | —        | —        | —        |          |          |
| Celkem v ČSHL | Celkem v ČSHL      | Celkem v ČSHL | 532 | 346           | 325           | 671           | —             | —             | — | —        | —        | —        |          |          |
| Celkem v NHL  | Celkem v NHL       | Celkem v NHL  | 137 | 42            | 81            | 123           | 28            | 16            | 3 | 10       | 13       | 8        |          |          |

## Reprezentace
| Rok                       | Tým                       | Soutěž                    | Z   | G  | A  | B   | TM |
| ------------------------- | ------------------------- | ------------------------- | --- | -- | -- | --- | -- |
| 1970                      | Československo            | MS                        | 4   | 0  | 0  | 0   | 2  |
| 1971                      | Československo            | MS                        | 10  | 4  | 2  | 6   | 2  |
| 1972                      | Československo            | OH                        | 6   | 5  | 3  | 8   | 2  |
| 1972                      | Československo            | MS                        | 5   | 2  | 3  | 5   | 0  |
| 1973                      | Československo            | MS                        | 8   | 2  | 1  | 3   | 0  |
| 1974                      | Československo            | MS                        | 10  | 9  | 4  | 13  | 2  |
| 1975                      | Československo            | MS                        | 6   | 2  | 4  | 6   | 2  |
| 1976                      | Československo            | OH                        | 5   | 3  | 3  | 6   | 7  |
| 1976                      | Československo            | MS                        | 10  | 7  | 8  | 15  | 4  |
| 1976                      | Československo            | KP                        | 7   | 2  | 2  | 4   | 12 |
| 1977                      | Československo            | MS                        | 10  | 9  | 3  | 12  | 5  |
| 1978                      | Československo            | MS                        | 10  | 4  | 10 | 14  | 4  |
| 1979                      | Československo            | MS                        | 8   | 3  | 5  | 8   | 6  |
| 1981                      | Československo            | MS                        | 8   | 0  | 3  | 3   | 0  |
| Seniorská kariéra celkově | Seniorská kariéra celkově | Seniorská kariéra celkově | 107 | 52 | 51 | 103 | 48 |